# 維尼·瓊斯
文森特·彼得·“维尼”·琼斯（英語：Vincent Peter "Vinnie" Jones，1965年1月5日—） 是一名英国电影演员以及退役的足球运动员。

## 生平
21岁那年琼斯加入了半专业的足球俱乐部，他是一名非常有侵略性的球员。很快他就因为过于拼命而获得了一项记录：在开场3秒后就获得了一张黄牌。1987-88赛季，他帮助温布顿获得了英格蘭足總盃冠军，这是英国足球的最高荣誉之一。离开溫布頓之后琼斯还加入过利兹联、谢菲尔德联、切尔西等球队。在职业生涯中他出场了446场比赛，打进了36粒进球。凭借曾经的成绩他被选入威尔士国家队，代表国家队参加过9场比赛。退役以后他开始写自传，还参加过几个电视节目。1998年，他在盖·里奇的第一部长篇电影《两杆大烟枪》中扮演一个残酷的收账人，由此开启了自己的电影事业。之后他还跟盖·里奇在电影《偷拐抢骗》中进行过合作。2000年，他因为饰演一名偷车贼而在好莱坞亮相。2001年，他终于在一部英国电影《监狱疯波》中担任主角，在这部电影中他饰演一位被关进监狱的前任足球冠军。这位冠军组织起一支由囚犯组成的球队同看守们叫板。